# Judy of Rogue's Harbor
Judy of Rogue's Harbor er en amerikansk stumfilm fra 1920 af William Desmond Taylor.

## Medvirkende
- Mary Miles Minter som Judy
- Charles Meredith som Teddy Kingsland
- Herbert Standing som Kingsland
- Theodore Roberts som Ketchel
- Clo King som Lady
- Fritzi Ridgeway som Olive Ketchel
- Allan Sears som Jim Shuckles
- Frankie Lee som Denny
- George Periolat som Peter Kingsland